# Field Spaniel
Le Field Spaniel est une race de chien anglaise.

## Origine
Tous les spaniels descendent des épagneuls continentaux ; le Field Spaniel est la première race de spaniel créée intentionnellement pour la conformation vers 1850. L'histoire de la race dit qu'un M. Footman a commencé par sélectionner les plus grands cockers noirs (les deux races ne se distinguent qu'après 1880). Plus tard, les éleveurs ont fait des croisements avec des Sussex Spaniels, des chiens d'eau irlandais, des Norfolk Spaniels (race éteinte), et des English Springer Spaniels.

## Description
Le Field Spaniel atteint en moyenne au garrot 46 cm, et son poids est de 28 kg environ. Il est assez élancé, comparé aux autres spaniels, et est assez long. Il a un cou puissant, tout comme ses mâchoires, il peut ainsi porter du gibier dans sa gueule facilement.

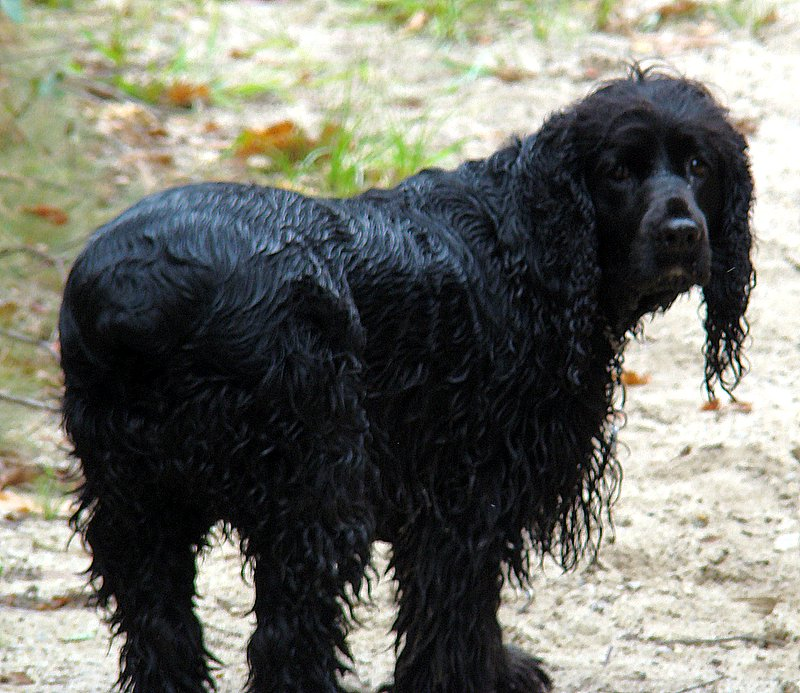
Le field existe en noir, en foie et en rouan.

## Caractère
Le Field Spaniel est facile à éduquer et est très proche de ses maîtres. Il est calme, posé mais sait être joueur, particulièrement avec les enfants tant qu'il y a une écoute mutuelle et une surveillance (par mesure de sécurité). Il est cependant assez actif et apprécie sortir. Appartement ou maison, peu importe à la condition de le dépenser physiquement et mentalement tous les jours.